# Avon (Massachusetts)
Avon és una població dels Estats Units a l'estat de Massachusetts. Segons el cens del 2007 tenia 4.303 habitants.

## Demografia
Segons el cens del 2000, Avon tenia 4.443 habitants, 1.705 habitatges, i 1.220 famílies. La densitat de població era de 391,7 habitants per km².
Dels 1.705 habitatges en un 26,7% hi vivien nens de menys de 18 anys, en un 55,5% hi vivien parelles casades, en un 12% dones solteres, i en un 28,4% no eren unitats familiars. En el 23,5% dels habitatges hi vivien persones soles el 12,3% de les quals corresponia a persones de 65 anys o més que vivien soles. El nombre mitjà de persones vivint en cada habitatge era de 2,61 i el nombre mitjà de persones que vivien en cada família era de 3,13.
Per edats la població es repartia de la següent manera: un 22,5% tenia menys de 18 anys, un 7% entre 18 i 24, un 28,8% entre 25 i 44, un 24,2% de 45 a 60 i un 17,6% 65 anys o més.
L'edat mediana era de 40 anys. Per cada 100 dones de 18 o més anys hi havia 88 homes.
La renda mediana per habitatge era de 50.305 $ i la renda mediana per família de 60.625$. Els homes tenien una renda mediana de 41.582 $ mentre que les dones 32.837$. La renda per capita de la població era de 24.410$. Entorn del 4,3% de les famílies i el 6,6% de la població estaven per davall del llindar de pobresa.